# 東北大学交響楽団
東北大学交響楽団（とうほくだいがくこうきょうがくだん、英: Tohoku University Symphony Orchestra）は、日本の学生オーケストラの一つ。東北大学を中心とした宮城県内の学生によって構成される。本拠地は、仙台市青葉区の東北大学川内北キャンパスの部活動としての名称は、東北大学学友会交響楽部。

## 概要
1921年に発足した東北帝国大学音楽部内の器楽部を前身とし、学生オーケストラとして日本有数の歴史を持つ。年2回の定期演奏会を中心に活動し、大学の式典・イベントでの演奏、近隣県への演奏旅行、他の大学オーケストラとのジョイントコンサートなども行っている。
発足後数回の特別演奏会を経て、第1回の定期演奏会は1926年に行われた。41年には東北帝国大学報国会および大政翼賛会文化協会に編入されるなど、戦時統制の影響を受ける。戦争末期には活動停止を余儀なくされ、43年11月の第28回定期（「学徒出陣壮行大演奏会」と銘打たれた）が、戦中最後の演奏会となった。45年7月10日の仙台空襲では、楽器類を焼亡している。
戦後は46年11月に演奏会を再開。定期演奏会は翌47年に復活し、以後は毎年開催している。58年には「音楽部」を解消し、合唱団とは分離して独立した組織となった。
レパートリーは、ベートーヴェンの交響曲、およびブラームス、チャイコフスキー、ドヴォルザークなどのロマン派の名曲が多い。1958年の第50回定期以来、5年に1度の割合で（定期演奏会を10回重ねるごとに）、ベートーヴェンの交響曲第9番を取り上げている。
2011年3月の東日本大震災では、当時活動拠点としていた片平キャンパス内の施設も甚大な被害を受けたが、早期に活動を再開し、同年6月には予定通り第156回定期演奏会を開催した。その後、活動拠点を川内北キャンパス 川内課外活動共用施設(川内ホール)に移し、現在に至る。
定期演奏会の会場には、宮城県民会館、川内萩ホールなどを使用している。

## 演奏歴
- 1949年 ベートーヴェン：交響曲第9番 東北初演（指揮：金子登）
- 1955年 フォーレ：組曲「ペレアスとメリザンド」 日本初演
- 1958年 小山清茂：管弦楽のための木挽歌 仙台初演（指揮：山本直純）
- 1959年 ブラームス：交響曲第1番 仙台初演（指揮：山本直純）
- 1961年 ブラームス：交響曲第4番 仙台初演（指揮：浜田徳昭）
- 1962年 チマローザ：オーボエ協奏曲 日本初演（独奏：鈴木清三）
- 1969年 ジャン・フランセ：「花時計」 日本初演（独奏：鈴木清三）
- 1981年 ショーソン：交響曲 仙台初演（指揮：ズデニェク・コシュラー）

1959年には、仙台市で開かれた国鉄の「第6回全国鉄のうたごえ」大会において、ショスタコーヴィチのオラトリオ「森の歌」を山本直純の指揮で演奏。演奏会に際しては、ショスタコーヴィチから交響楽団と合唱団宛てに「私のオラトリオを選んでくれたことをうれしく思う。演奏会の成功を心からお祈りする」とのメッセージが寄せられた。

## 過去の主な客演指揮者
- 金子登
- 熊田為宏
- 山本直純
- 若杉弘
- マンフレート・グルリット
- 上田仁
- 山田一雄
- 奥田道昭
- 久山恵子
- 尾高忠明
- ペーター・シュヴァルツ
- 小泉和裕
- 佐藤功太郎
- 小林研一郎
- 大町陽一郎
- ズデニェク・コシュラー
- 菊地俊一
- 井上道義
- 外山雄三
- 江藤俊哉
- ジョゼフ・シルヴァースタイン
- ヴォルフガング・ポドゥシュカ
- 黒岩英臣
- ローマン・コフマン
- 渡邊康雄
- ヨルダン・ダフォフ
- イーゴリ・ブラジュコフ
- 岡崎光治
- 星出豊
- 堀俊輔
- 阪哲朗

## 過去の主な客演ソリスト
- 鈴木清三
- バリー・タックウェル
- 外山滋
- 田中正大
- レーヌ・フラショー
- 渡邊康雄
- 江藤俊哉
- 桑島すみれ